# Kalle Stropp, Grodan Boll och deras vänner
Kalle Stropp, Grodan Boll och deras vänner er en animeret spillefilm fra 1956